# コールド・ウォー 香港警察 堕ちた正義
『コールド・ウォー 香港警察 堕ちた正義』（-ほんこんけいさつ おちたせいぎ、原題：寒戰II、英題：Cold War 2）は、2016年の香港・中国合作映画。『コールド・ウォー 香港警察 二つの正義』に続くシリーズ第2作。 

## キャスト
※括弧内は日本語吹替

### 香港警務処
- ショーン・ラウ処長（劉傑輝） - アーロン・クオック（小山力也）

前作で副処長から処長に昇進。
- M・B・リー元副処長（李文彬） - レオン・カーフェイ（堀内賢雄）

前作の事件より引退したが、チョイ元処長によりリクルートされて陰謀を実行。
- フェリックス・リョン総警司（梁紫薇） - チャーリー・ヤン（日野由利加）

警察公共関係科の総警司でショーンの同僚。

### 廉政公署（ICAC）
- ビリー・チョン高級捜査員（張國標） - アーリフ・リー（濱野大輝）

前作より「コールド・ウォー事件」でショーンの協力者。本作はチョイ元処長の陰謀を解けるためショーンに独立捜査チームへリクルートされる。

### 香港立法会
- オズワルド・カン法廷弁護士（簡奧偉） - チョウ・ユンファ（相沢まさき）
- イザベル・アウ法廷弁護士（歐詠恩） - ジャニス・マン（藤田曜子）

オズワルドの愛弟子で亡き友の娘。
- アリス・プン弁護士（潘靜思） - チョウ・ビーチャン

オズワルドの弟子の一人。

### 元警察で犯罪者たち
- ピーター・チョイ（蔡元祺） - チャン・クォチュー

警務処の元処長であり、陰謀を操る張本人。
- ジョー・リー（李家俊） - エディ・ポン（森久保祥太郎）

M・Bの息子。前作で逮捕されたが、チョイ元処長によりリクルートされてテロを実行し続く。
- ロイ・ホー（何國正） - トニー・ヤン

M・Bの元部下で陰謀の実行者の一人。
- ウー・ティンマン（胡天聞） - ウー・ユエ

M・Bの元部下で陰謀の実行者の一人。

### その他
- - ファン・チーボ
- ミシェル（劉陳雪兒） - マー・イーリー（中国語版）

ショーンの妻
- マシュー・マック - アレックス・ツイ